# Andromaca (Paisiello)
Andromaca és una òpera en tres actes composta per Giovanni Paisiello sobre un llibret italià de Luigi Serio. S'estrenà al Teatro San Carlo de Nàpols el 18 de novembre de 1797.